# Dipropylether
Dipropylether is een organische verbinding met als brutoformule C6H14O. De stof komt voor als een kleurloze vloeistof, die slecht oplosbaar is in water. Dipropylether wordt gebruikt voor farmaceutische en pyrotechnische doeleinden.

## Toxicologie en veiligheid
De stof kan waarschijnlijk ontplofbare peroxiden vormen. Ze ontleedt bij verbranding, met vorming van giftige gassen en irriterende dampen.
De stof is irriterend voor de ogen, de huid en de luchtwegen. Blootstelling aan een hoge dosis kan het bewustzijn verminderen.